# هاغين (راندين)
هاغين (بالإنجليزية: Hagen (Randen))‏ هو أحد جبال سلسلة Randen وجزء من القمة الأم Hoher Randen يقع في كانتون شافهوزن, سويسرا. يبلغ ارتفاع الجبل حوالي 912 متر، بينما يبلغ ارتفاع نتوء الجبل 26 متر.